# 切尔诺戈尔斯克
切尔诺戈尔斯克（俄語：Черного́рск）是俄罗斯哈卡斯共和国的一个镇，始建于1936年，海拔高度260米，人口73,077人（2002年）。
在苏联时期，有个古拉格劳改营就位于这里。
53°49′N 91°17′E / 53.82°N 91.28°E